# Байюлкен, Халук
Уми́т Халу́к Байюлке́н (Халук Байюлкен, тур. Ümit Haluk Bayülken; 1922 г., Стамбул, Турция — 28 апреля 2007, Анкара, Турция) — турецкий государственный деятель и политик, дипломат, посол Турции в Великобритании (1966-69 годы), 22-й министр иностранных дел Турецкой Республики (1971-74 годы); 46-й министр национальной обороны Турции (1980-83 годы); 6-й генеральный секретарь СЕНТО (1975-77 годы).

## Биография
Халук Байюлкен учился на факультете политических наук Анкарского университета, по окончании которого стал работать в Министерстве иностранных дел Турецкой Республики. В 1945 году он был назначен турецким консулом в Гамбурге (Германия), там он представлял Турцию, правительство которой принимало участие в спасении беженцев. Далее работал в отделе командного центра в Афганистане и Иране Департамента по Ближнему Востоку.
В 1964 году назначен генеральным секретарём иностранных дел (в настоящее время эта должность именуется заместителем министра иностранных дел) Турции. В 1966-69 годах являлся послом Турецкой Республики в Соединённом Королевстве Великобритании и Северной Ирландии, был назначен председателем турецкой делегации в Организации Объединенных Наций.
Будучи беспартийным, с 11 декабря 1971 года по 25 января 1974 года занимал должность министра иностранных дел Турецкой Республики во 2-м правительстве премьер-министра Турции Нихата Эрима (1971-72 годы), а также правительствах Феррита Мелена (1972-73 годы) и Наима Талу (1973-74 годы).
В 1975-77 годах занимал пост генерального секретаря Организации Центрального Договора (СЕНТО). Покинул свой пост раньше намеченного срока, в результате чего временным генсеком СЕНТО до 1978 года стал Сидар Хасан Махмуд (Пакистан).
В результате Сентябрьского переворота в Турции (12 сентября 1980 года) к власти в стране пришли военные: новый премьер-министр Бюлент Улусу сформировал своё правительство, должность министра национальной обороны в котором досталась Байюлкену. Во время нахождения Халука Байюлкена на посту министра национальной обороны, в 1983 году была провозглашена независимость Турецкой Республики Северного Кипра, которую признала лишь Турция. Впрочем, Анкара так и не вывела свои войска с территории нового самопровозглашённого государства. Министерство обороны Байюлкен возглавлял до 13 декабря 1983 года.
После роспуска военного правительства, Байюлкен избирался независимым депутатом Великого Национального Собрания Турции от ила Анталья, некоторое время он был членом Националистической демократической партии. После завершения своей политической деятельности он преподавал на юридическом факультете Средневосточного Технического Университета в Анкаре. С 1984 года и до самой смерти в апреле 2007 года был главой Турецкого Атлантического Совета.